# Wybory prezydenckie w Polsce w 2010 roku
Wybory prezydenckie w Polsce w 2010 wyłoniły piątego prezydenta w III Rzeczypospolitej, następcę zmarłego w trakcie kadencji prezydenta Lecha Kaczyńskiego. Pierwsza tura wyborów odbyła się 20 czerwca, a druga tura dwa tygodnie później – 4 lipca. Wybory zakończyły się zwycięstwem Bronisława Komorowskiego, który pokonał w drugiej turze Jarosława Kaczyńskiego.

## Pierwotny termin wyborów
Początkowo wybory miały odbyć się w związku z upływem kadencji (w dniu 23 grudnia 2010) urzędującego prezydenta, Lecha Kaczyńskiego. Głosowanie – zgodnie z art. 128 ust. 2 Konstytucji RP – miało zostać przeprowadzone między 19 września a 3 października 2010. Termin wyborów miał zostać ogłoszony przez Marszałka Sejmu między 23 maja a 23 czerwca 2010. Wstępnie skłaniano się za datą 3 października (II tura – 17 października).

### Kandydaci
- Do dnia 9 kwietnia 2010 chęć startu w spodziewanych wyborach między 19 września a 3 października 2010 zapowiedzieli:
  - Roman Włos[3] – bezpartyjny przedsiębiorca z Katowic
  - Tomasz Nałęcz[4] – Socjaldemokracja Polska, popierany także przez Partię Demokratyczną
  - Tadeusz Cichocki[5] – bezpartyjny technik elektryk z Piaseczna
  - Jerzy Szmajdziński[6] – Sojusz Lewicy Demokratycznej, popierany także przez Unię Pracy oraz Demokratyczną Partię Lewicy
  - Andrzej Olechowski[7] – bezpartyjny, popierany przez Stronnictwo Demokratyczne
  - Kornel Morawiecki[8] – bezpartyjny, Solidarność Walcząca
  - Janusz Korwin-Mikke[9] – Wolność i Praworządność
  - Józef Franciszek Wójcik[10] – bezpartyjny pisarz, komandor, nawigator, wykładowca WSM
  - Zdzisław Podkański[11] – Stronnictwo „Piast”
  - Paweł Pietrzyk[12] – bezpartyjny ekolog z Bolechowa
  - Waldemar Krynicki[13] – bezpartyjny psychiatra z Warszawy
  - Marek Jurek[14] – Prawica Rzeczypospolitej
  - Ludwik Dorn[15] – Polska Plus
  - Andrzej Lepper[16] – Samoobrona RP
  - Bronisław Komorowski[17] – Platforma Obywatelska

## Przyspieszony termin wyborów
W związku ze śmiercią Lecha Kaczyńskiego w katastrofie polskiego Tu-154 w Smoleńsku 10 kwietnia 2010, czego skutkiem było opróżnienie urzędu Prezydenta Rzeczypospolitej, Marszałek Sejmu został zobligowany do wyznaczenia terminu wyborów w ciągu 14 dni po opróżnieniu urzędu, czyli do 24 kwietnia 2010. Zaś dzień głosowania – zgodnie z art. 128 ust. 2 Konstytucji RP – powinien zostać wyznaczony na dzień wolny od pracy przypadający w ciągu 60 dni od dnia zarządzenia wyborów (najpóźniejszy możliwy termin to 20 czerwca 2010). Jednak w związku z tzw. „kalendarzem wyborczym” określonym w ustawie z dnia 27 września 1990 o wyborze Prezydenta Rzeczypospolitej Polskiej (Dz.U. z 2000 r. nr 47, poz. 544), termin ten nie może być krótszy niż 55 dni.
Ostatecznie 21 kwietnia marszałek Sejmu zarządził wybory na 20 czerwca 2010.

### Rezygnacje w związku z przyspieszeniem wyborów
- Rezygnację z kandydowania w wyborach w związku z katastrofą samolotu prezydenckiego pod Smoleńskiem (w której zginął również jeden z kandydatów, Jerzy Szmajdziński) ogłosili:
  - Ludwik Dorn[21]
  - Tomasz Nałęcz[22]

### Kandydaci, którzy ogłosili start po ogłoszeniu terminu wyborów na 20 czerwca
- Jarosław Kaczyński[23] – Prawo i Sprawiedliwość
- Waldemar Pawlak[24] – Polskie Stronnictwo Ludowe
- Grzegorz Napieralski[25] – Sojusz Lewicy Demokratycznej
- Bogdan Szpryngiel[26] – bezpartyjny przedsiębiorca, były kandydat Libertas do PE
- Bogusław Ziętek[26] – Polska Partia Pracy – Sierpień 80

## Kalendarz wyborczy
Ogłaszając termin wyborów, zgodnie z art. 8 ustawy o wyborze Prezydenta Rzeczypospolitej Polskiej, Marszałek Sejmu określa dni, w których upływają terminy wykonania czynności wyborczych przewidzianych w ustawie (kalendarz wyborczy). Postanowieniem Marszałka Sejmu Rzeczypospolitej Polskiej z dnia 21 kwietnia 2010 o zarządzeniu wyborów Prezydenta Rzeczypospolitej Polskiej (Dz.U. z 2010 r. nr 65, poz. 405) ustalony został następujący kalendarz wyborczy:
- do 26 kwietnia 2010 do godz. 16:15 – zawiadomienie Państwowej Komisji Wyborczej o utworzeniu komitetów wyborczych kandydatów na Prezydenta Rzeczypospolitej Polskiej (wraz z 1000 podpisów popierających kandydata danego komitetu)
- do 6 maja 2010 – powołanie okręgowych komisji wyborczych
- do 6 maja 2010 do godz. 24:00 – zgłoszenie do Państwowej Komisji Wyborczej kandydatów na Prezydenta Rzeczypospolitej Polskiej do zarejestrowania (wraz z listą co najmniej 100 tysięcy podpisów popierających kandydata)
- do 16 maja 2010 – podanie do wiadomości publicznej informacji o numerach i granicach obwodów głosowania oraz siedzibach obwodowych komisji wyborczych
- do 21 maja 2010 – zgłaszanie przez armatorów wniosków o utworzenie obwodów głosowania na polskich statkach morskich
- do 28 maja 2010 – zgłaszanie kandydatów do obwodowych komisji wyborczych przez pełnomocników komitetów wyborczych
- do 30 maja 2010 – podanie do wiadomości publicznej informacji o numerach i granicach obwodów głosowania za granicą oraz siedzibach obwodowych komisji wyborczych
- od 30 maja 2010 do 6 czerwca 2010 – składanie przez żołnierzy pełniących zasadniczą lub okresową służbę wojskową oraz pełniących służbę w charakterze kandydatów na żołnierzy zawodowych lub odbywających ćwiczenia i przeszkolenie wojskowe, a także ratowników odbywających zasadniczą służbę w obronie cywilnej poza miejscem stałego zamieszkania oraz policjantów z jednostek skoszarowanych, funkcjonariuszy Biura Ochrony Rządu, Straży Granicznej, Państwowej Straży Pożarnej i Służby Więziennej pełniących służbę w systemie skoszarowanym, wniosków o dopisanie do spisu wyborców sporządzanego dla miejscowości, w której odbywają służbę
- do 31 maja 2010 – podanie przez Państwową Komisję Wyborczą do wiadomości wyborców danych o kandydatach na Prezydenta Rzeczypospolitej Polskiej
- od 5 czerwca 2010 do dnia 18 czerwca do godz. 24:00 – nieodpłatne rozpowszechnianie audycji wyborczych przygotowanych przez komitety wyborcze w ogólnokrajowych programach publicznych nadawców radiowych i telewizyjnych; odpłatne rozpowszechnianie audycji wyborczych przygotowanych przez komitety wyborcze w programach publicznych i niepublicznych nadawców radiowych i telewizyjnych (kampania wyborcza)
- do 6 czerwca 2010 – powołanie przez wójtów lub burmistrzów (prezydentów miast) obwodowych komisji wyborczych; sporządzenie spisów wyborców przez gminy
- do 10 czerwca 2010 – składanie wniosków o sporządzenie aktu pełnomocnictwa do głosowania; składanie wniosków przez wyborców przebywających czasowo na obszarze gminy lub wyborców nigdzie niezamieszkałych o dopisanie do spisu wyborców
- do 15 czerwca 2010 – składanie wniosków przez wyborców niepełnosprawnych o dopisanie ich do spisu w wybranym obwodzie głosowania na obszarze gminy właściwej ze względu na miejsce stałego zamieszkania
- do 17 czerwca 2010 – zgłaszanie przez wyborców przebywających na polskich statkach morskich wniosków o wpisanie do spisu wyborców w obwodach głosowania utworzonych na tych statkach; zgłaszanie przez wyborców przebywających za granicą wniosków o wpisanie do spisu wyborców w obwodach głosowania utworzonych za granicą
- 18 czerwca 2010 o godz. 24:00 – zakończenie kampanii wyborczej
- 20 czerwca 2010 w godz. 6:00–20:00 – głosowanie (termin wyborów prezydenckich)

## Terminy głosowania
Głosowanie (I tura wyborów) odbyło się 20 czerwca 2010 w godzinach 6:00–20:00. Ze względu na nieotrzymanie przez żadnego kandydata więcej niż połowy ważnych głosów zostało, zgodnie z Konstytucją, przeprowadzone 2 tygodnie później (czyli 4 lipca) ponowne głosowanie (II tura wyborów), w którym uczestniczyło 2 kandydatów z najwyższą liczbą głosów otrzymanych w pierwszym głosowaniu. Jeżeli którykolwiek z tych dwóch kandydatów wycofałby zgodę na kandydowanie, utracił prawo wyborcze lub umarł, w jego miejsce, zgodnie z art. 8b ust. 3 ustawy o wyborze Prezydenta Rzeczypospolitej Polskiej, do wyborów w ponownym głosowaniu dopuszczony byłby kandydat, który otrzymał kolejno największą liczbę głosów w pierwszym głosowaniu. W takim wypadku datę ponownego głosowania (II tury) odraczałoby się o dalszych 14 dni, czyli do 18 lipca 2010.

## Obwody głosowania
| Obwody głosowania                                      |                |                            |
| Typ obwodu                                             | Liczba obwodów | Dla osób niepełnosprawnych |
| Powszechny                                             | 24 145         | 6 319                      |
| Szpital                                                | 731            | 285                        |
| Zakład karny                                           | 100            | 7                          |
| Areszt śledczy                                         | 74             | 7                          |
| Zakład pomocy społecznej                               | 441            | 202                        |
| Oddział zewnętrzny zakładu karnego i aresztu śledczego | 15             | 2                          |
| Obwód głosowania za granicą                            | 263            | 122                        |
| Obwód głosowania na polskim statku morskim             | 5              | 0                          |
| Razem                                                  | 25 774         | 6 944                      |

## Kandydaci na Prezydenta Rzeczypospolitej

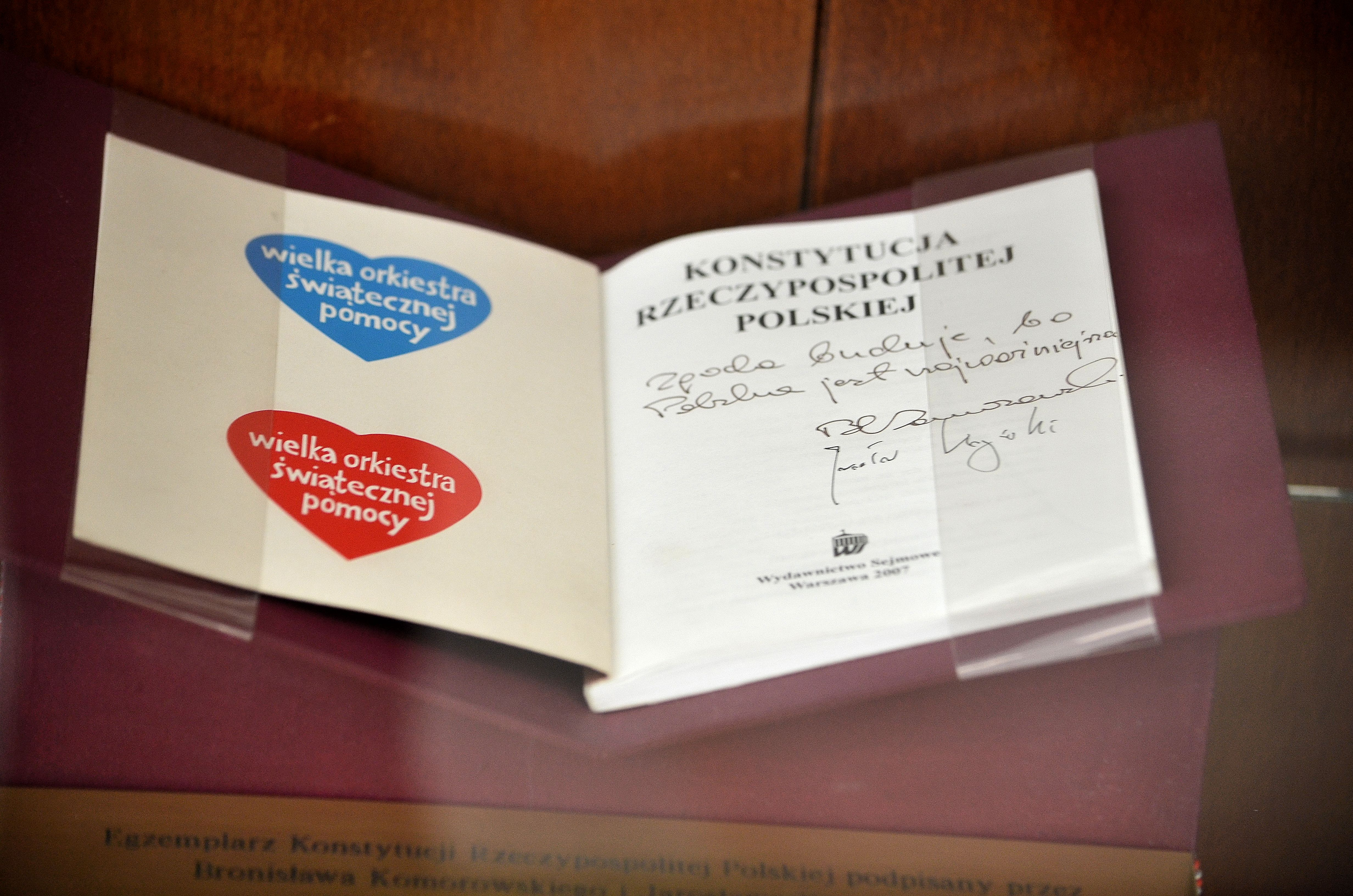
Egzemplarz Konstytucji podpisany przez Bronisława Komorowskiego i Jarosława Kaczyńskiego podczas telewizyjnej debaty prezydenckiej 2 lipca 2010, przekazany na licytację WOŚP, eksponowany w gmachu Sejmu

Zgodnie z art. 40 ustawy o wyborze Prezydenta Rzeczypospolitej Polskiej kandydatem na Prezydenta Rzeczypospolitej jest osoba zgłoszona przez co najmniej 100 000 obywateli, mających prawo wybierania do Sejmu. Wcześniej mamy do czynienia z osobą chcącą zostać kandydatem na Prezydenta Rzeczypospolitej. Zanim nastąpi ogłoszenie danej osoby kandydatem musi być utworzony komitet wyborczy. Powstaje on po pisemnym wyrażeniu zgody danej osoby na kandydowanie w wyborach i utworzenie jej komitetu wyborczego. Komitet wyborczy może utworzyć minimum 15 osób. Po zebraniu co najmniej 1000 podpisów obywateli popierających kandydowanie danej osoby w wyborach komitet wyborczy może zostać zgłoszony Państwowej Komisji Wyborczej do zarejestrowania. Jeżeli zgłoszenie kandydatury poparło podpisami co najmniej 100 000 obywateli, Państwowa Komisja Wyborcza rejestruje kandydata na Prezydenta Rzeczypospolitej.

### Komitety wyborcze
Pierwszym etapem przy zgłaszaniu kandydatów na prezydenta, jest utworzenie i zarejestrowanie komitetów wyborczych poszczególnych kandydatów. W wymaganym terminie, do 26 kwietnia 2010 do godz. 16:15, do Państwowej Komisji Wyborczej wpłynęły zawiadomienia o utworzeniu od 24 komitetów wyborczych. Państwowa Komisja Wyborcza przyjęła 17 z tych zawiadomień, 7 zaś odrzuciła. Zarejestrowano następujące komitety wyborcze kandydatów na Prezydenta Rzeczypospolitej Polskiej:
- Gabriel Janowski – przewodniczący Przymierza dla Polski, były minister
- Marek Jurek – prezes Prawicy Rzeczypospolitej, były marszałek Sejmu
- Jarosław Kaczyński – poseł i prezes Prawa i Sprawiedliwości, były premier
- Bronisław Komorowski – marszałek Sejmu, wykonujący obowiązki prezydenta, wiceprzewodniczący Platformy Obywatelskiej
- Janusz Korwin-Mikke – prezes Wolności i Praworządności, były poseł
- Andrzej Lepper – przewodniczący Samoobrony RP i Naszego Domu Polska – Samoobrony Andrzeja Leppera, były wicepremier i minister
- Krzysztof Radosław Mazurski – związany ze Związkiem Słowiańskim
- Kornel Morawiecki – prezes stowarzyszenia Solidarność Walcząca
- Grzegorz Napieralski – poseł i przewodniczący Sojuszu Lewicy Demokratycznej
- Andrzej Olechowski – bezpartyjny przewodniczący Rady Programowej Stronnictwa Demokratycznego, były minister
- Waldemar Pawlak – wicepremier, prezes Polskiego Stronnictwa Ludowego, były premier
- Zdzisław Podkański – przewodniczący Stronnictwa „Piast”[a]
- Roman Sklepowicz – prezes Stowarzyszenia Pokrzywdzonych Przez System Bankowy i Prawny
- Bogdan Szpryngiel – przedsiębiorca
- Ludwik Wasiak – prezes Stronnictwa Narodowego im. Dmowskiego Romana
- Józef Franciszek Wójcik – oficer i pisarz
- Bogusław Ziętek – przewodniczący Polskiej Partii Pracy – Sierpień 80 i Wolnego Związku Zawodowego „Sierpień 80”

### Kandydaci
Kolejnym etapem było zarejestrowanie kandydatów na Prezydenta Rzeczypospolitej Polskiej, czego dokonała Państwowa Komisja Wyborcza, wobec komitetów, które do dnia 6 maja 2010 dostarczyły podpisy 100 000 osób popierających daną kandydaturę. PKW zarejestrowała dziesięciu kandydatów na prezydenta Rzeczypospolitej Polskiej. Kandydatowi Andrzejowi Lepperowi początkowo odmówiono rejestracji z powodu braku biernych praw wyborczych. Ta decyzja została uchylona przez PKW 11 maja 2010 i tym samym Andrzej Lepper został zarejestrowany jako kandydat. Siedem komitetów nie dostarczyło wymaganej liczby podpisów.

### Oficjalni kandydaci
| Oficjalni kandydaci: | Oficjalni kandydaci:          | Oficjalni kandydaci:                     | Oficjalni kandydaci:                   | Oficjalni kandydaci:                                                               | Oficjalni kandydaci: | Oficjalni kandydaci:            |
| Zdjęcie              | Imię i nazwisko               | Data i miejsce urodzenia                 | Wykształcenie                          | Przynależność partyjna                                                             | Partie udzielające poparcia (łącznie z macierzystymi) | Hasła wyborcze                  |
| -------------------- | ----------------------------- | ---------------------------------------- | -------------------------------------- | ---------------------------------------------------------------------------------- | --- | ------------------------------- |
|                      | Marek Jurek                   | 28 czerwca 1960 (49) Gorzów Wielkopolski | wyższe historyczne (mgr)               | Prawica Rzeczypospolitej                                                           | - Prawica Rzeczypospolitej - Stronnictwo Pracy | Najważniejsza jest wiarygodność |
|                      | Jarosław Aleksander Kaczyński | 18 czerwca 1949 (61) Warszawa            | wyższe prawnicze (dr)                  | Prawo i Sprawiedliwość                                                             | - Prawo i Sprawiedliwość - Europa Wolnych Ojczyzn – Partia Polska - Ruch Odbudowy Polski - Polska Plus - Stronnictwo „Piast” - Ruch Ludowo-Narodowy - Partia Zielonych Rzeczypospolitej Polskiej - Ruch Katolicko-Narodowy                      | Polska jest najważniejsza       |
|                      | Bronisław Maria Komorowski    | 4 czerwca 1952 (58) Oborniki Śląskie     | wyższe historyczne (mgr)               | Platforma Obywatelska Rzeczypospolitej Polskiej                                    | - Platforma Obywatelska Rzeczypospolitej Polskiej - Partia Demokratyczna – demokraci.pl - Stronnictwo Konserwatywno-Ludowe - Demokratyczna Partia Lewicy                                                                                        | Zgoda buduje                    |

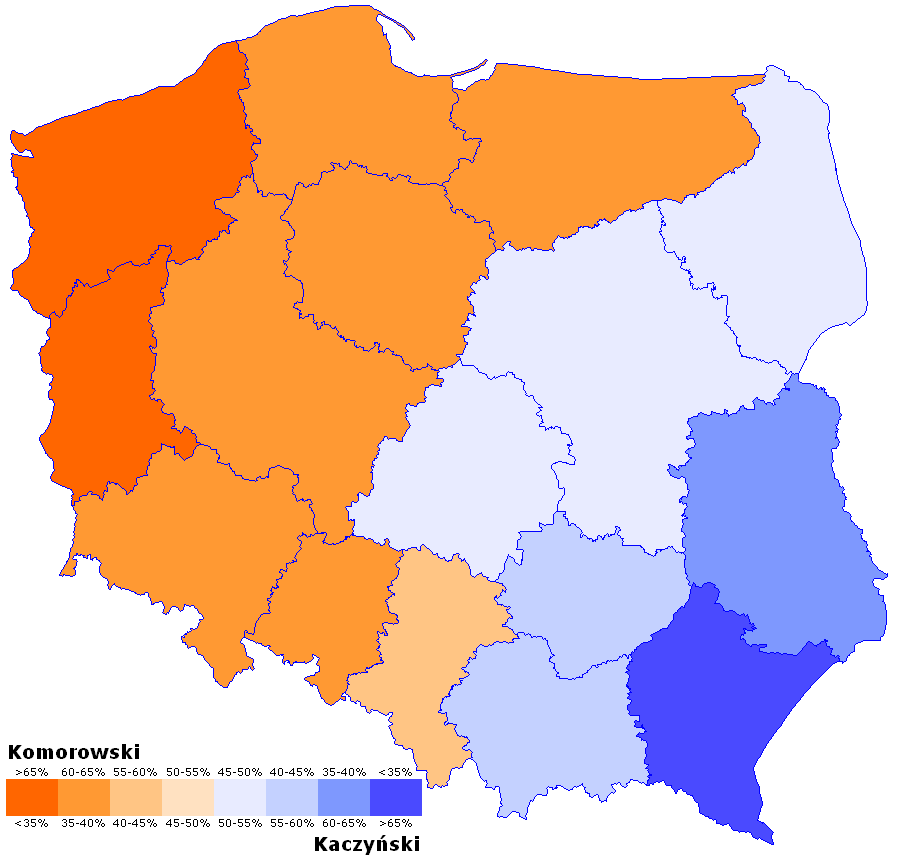
Poparcie dla kandydatów w II turze wyborów w poszczególnych województwach

Poparcie dla kandydatów w II turze wyborów w poszczególnych powiatach

|                      | Janusz Ryszard Korwin-Mikke   | 27 października 1942 (67) Warszawa       | wyższe filozoficzne (mgr)              | Wolność i Praworządność                                                            | - Wolność i Praworządność | Wolność i praworządność         |
|                      | Andrzej Zbigniew Lepper       | 13 czerwca 1954 (56) Stowięcino          | średnie zawodowe                       | Samoobrona Rzeczpospolitej Polskiej, Nasz Dom Polska – Samoobrona Andrzeja Leppera | - Samoobrona Rzeczpospolitej Polskiej - Nasz Dom Polska – Samoobrona Andrzeja Leppera | Prezydent zwykłych ludzi        |
|                      | Kornel Andrzej Morawiecki     | 3 maja 1941 (69) Warszawa                | wyższe w zakresie nauk fizycznych (dr) | bezpartyjny                                                                        | | Razem. Polacy dla Polski        |
|                      | Grzegorz Bernard Napieralski  | 18 marca 1974 (36) Szczecin              | wyższe politologiczne (mgr)            | Sojusz Lewicy Demokratycznej                                                       | - Sojusz Lewicy Demokratycznej - Partia Regionów - Unia Pracy - Racja Polskiej Lewicy - Ruch Odrodzenia Gospodarczego im. Edwarda Gierka - Komunistyczna Partia Polski - Polska Socjalistyczna Partia Robotnicza - Zieloni 2004 - Partia Kobiet | Razem zmienimy Polskę           |

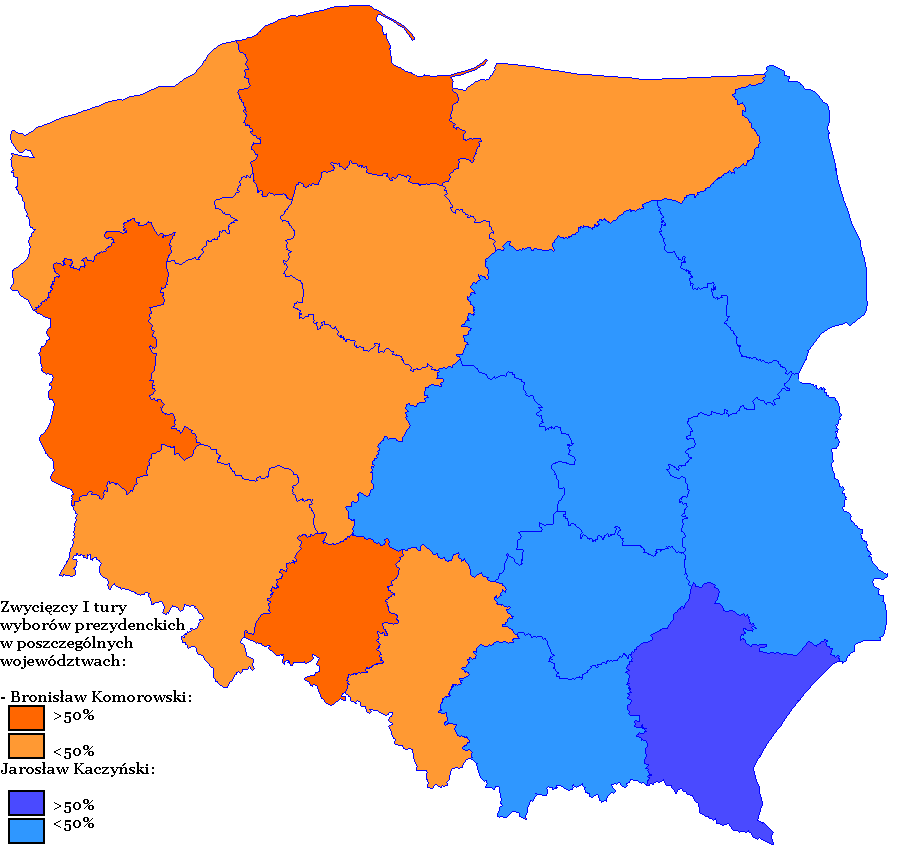
Zwycięzcy I tury wyborów w poszczególnych województwach

Poparcie dla kandydatów w I turze wyborów w poszczególnych powiatach

|                      | Andrzej Marian Olechowski     | 9 września 1947 (62) Kraków              | wyższe ekonomiczne (dr)                | bezpartyjny                                                                        | - Stronnictwo Demokratyczne | Wybierz swój dobrobyt           |
|                      | Waldemar Pawlak               | 5 września 1959 (50) Model               | wyższe techniczne (mgr)                | Polskie Stronnictwo Ludowe                                                         | - Polskie Stronnictwo Ludowe | Dialog i porozumienie           |
|                      | Bogusław Zbigniew Ziętek      | 9 października 1964 (45) Zawiercie       | średnie                                | Polska Partia Pracy – Sierpień 80                                                  | - Polska Partia Pracy – Sierpień 80 |                                 |

### Oświadczenia lustracyjne
Dziewięciu kandydatów złożyło zgodne z prawdą oświadczenia lustracyjne, potwierdzone postanowieniami sądu. Dziesiąty kandydat Grzegorz Napieralski z uwagi na wiek nie został objęty wymogiem lustracji. Kandydat Andrzej Olechowski oświadczył, że był współpracownikiem organów bezpieczeństwa państwa w rozumieniu przepisów ustawy (Dz.U. z 2021 r. poz. 1633), pozostali kandydaci oświadczyli, że nie byli współpracownikami.

## Debaty
- 16 maja 2010 – debata w krakowskim klubie dziennikarzy „Pod Gruszką” pomiędzy Markiem Jurkiem i Andrzejem Olechowskim
- 8 czerwca 2010 – debata telewizyjna przed pierwszą turą głosowania (TVP1, TVP Info; prowadzący: Jarosław Kulczycki – TVP; pierwszy cykl debat prezydenckich w Telewizji Polskiej, do której zaproszeni zostali: Andrzej Lepper, Kornel Morawiecki oraz Bogusław Ziętek)
- 9 czerwca 2010 – debata zorganizowana przez Uniwersytet Warszawski (organizator: Uniwersytet Warszawski; prowadzący: Maciej Macenowicz, Marcin Żukowski; bez udziału Jarosława Kaczyńskiego oraz Grzegorza Napieralskiego)
- 10 czerwca 2010 – planowana debata telewizyjna przed pierwszą turą głosowania, miała być drugim z cykli debat prezydenckich w Telewizji Polskiej, do której zaproszeni zostali: Janusz Korwin-Mikke, Andrzej Olechowski oraz Marek Jurek. Dwaj ostatni kandydaci odmówili wizyty w studiu, sprzeciwiając się dzieleniu przez telewizję kandydatów na bardziej i mniej poważnych. Natomiast Janusz Korwin-Mikke został zaproszony w tym dniu do programu Minęła dwudziesta prowadzonego przez Jana Ordyńskiego
- 13 czerwca 2010 – debata telewizyjna przed pierwszą turą głosowania (TVP1, TVP Info; prowadzący: Diana Rudnik i Krzysztof Ziemiec – TVP; trzeci cykl debat prezydenckich w Telewizji Polskiej do której zaproszeni zostali: Grzegorz Napieralski, Bronisław Komorowski, Jarosław Kaczyński oraz Waldemar Pawlak)

## Frekwencja

### I tura[51]
- Do godz. 08:00 – 1,85%
- Do godz. 13:00 – 23,38%
- Do godz. 17:00 – 41,57%
- Ostateczna – 54,94%

### II tura[52]
- Do godz. 08:00 – 2,52%
- Do godz. 13:00 – 26,63%
- Do godz. 17:00 – 42,10%
- Ostateczna – 55,31%

## Pierwsza tura

### Oficjalne wyniki
Oficjalne wyniki I tury wyborów Państwowa Komisja Wyborcza podała 21 czerwca 2010:
| Kandydat   | Kandydat                      | Głosy      | Procent |
| ---------- | ----------------------------- | ---------- | ------- |
|            | Bronisław Maria Komorowski    | 6 981 319  | 41,54%  |
|            | Jarosław Aleksander Kaczyński | 6 128 255  | 36,46%  |
|            | Grzegorz Bernard Napieralski  | 2 299 870  | 13,68%  |
|            | Janusz Ryszard Korwin-Mikke   | 416 898    | 2,48%   |
|            | Waldemar Pawlak               | 294 273    | 1,75%   |
|            | Andrzej Marian Olechowski     | 242 439    | 1,44%   |
|            | Andrzej Zbigniew Lepper       | 214 657    | 1,28%   |
|            | Marek Jurek                   | 177 315    | 1,06%   |
|            | Bogusław Zbigniew Ziętek      | 29 548     | 0,18%   |
|            | Kornel Andrzej Morawiecki     | 21 596     | 0,13%   |
|            | Głosy nieważne                | 117 662    | –       |
| Razem      | Razem                         | 16 923 832 | 100,00% |
| Frekwencja | Frekwencja                    | Frekwencja | 54,94%  |

|                     | Bronisław Komorowski | Bronisław Komorowski | Jarosław Kaczyński | Jarosław Kaczyński | Grzegorz Napieralski | Grzegorz Napieralski | Janusz Korwin-Mikke | Janusz Korwin-Mikke | Waldemar Pawlak | Waldemar Pawlak | Andrzej Olechowski | Andrzej Olechowski | Andrzej Lepper | Andrzej Lepper | Marek Jurek | Marek Jurek | Bogusław Ziętek | Bogusław Ziętek | Kornel Morawiecki | Kornel Morawiecki | Frekwencja | Frekwencja |
| Województwo         | #                    | %                    | #                  | %                  | #                    | %                    | #                   | %                   | #               | %               | #                  | %                  | #              | %              | #           | %           | #               | %               | #                 | %                 | #          | %          |
| ------------------- | -------------------- | -------------------- | ------------------ | ------------------ | -------------------- | -------------------- | ------------------- | ------------------- | --------------- | --------------- | ------------------ | ------------------ | -------------- | -------------- | ----------- | ----------- | --------------- | --------------- | ----------------- | ----------------- | ---------- | ---------- |
| dolnośląskie        | 588 665              | 47,29%               | 384 363            | 30,88%             | 176 713              | 14,20%               | 32 814              | 2,64%               | 13 013          | 1,05%           | 19 911             | 1,60%              | 14 348         | 1,15%          | 10 020      | 0,80%       | 2 103           | 0,17%           | 2 879             | 0,23%             | 1 253 478  | 53,57%     |
| kujawsko-pomorskie  | 393 848              | 45,82%               | 246 976            | 28,73%             | 148 731              | 17,30%               | 17 652              | 2,05%               | 16 868          | 1,96%           | 11 474             | 1,33%              | 15 369         | 1,79%          | 5 937       | 0,69%       | 1 585           | 0,18%           | 1 134             | 0,13%             | 865 755    | 52,46%     |
| lubelskie           | 251 287              | 27,65%               | 443 119            | 48,76%             | 116 152              | 12,78%               | 21 991              | 2,42%               | 31 536          | 3,47%           | 11 381             | 1,25%              | 19 715         | 2,17%          | 10 687      | 1,18%       | 1 795           | 0,20%           | 1 201             | 0,13%             | 914 939    | 52,20%     |
| lubuskie            | 207 727              | 51,09%               | 102 643            | 25,24%             | 66 626               | 16,39%               | 9 042               | 2,22%               | 4 926           | 1,21%           | 5 344              | 1,31%              | 5 539          | 1,36%          | 3 548       | 0,87%       | 692             | 0,17%           | 511               | 0,13%             | 409 414    | 50,73%     |
| łódzkie             | 411 978              | 36,11%               | 453 492            | 39,75%             | 176 764              | 15,49%               | 28 492              | 2,50%               | 24 942          | 2,19%           | 15 701             | 1,38%              | 17 224         | 1,51%          | 8 967       | 0,79%       | 2 024           | 0,18%           | 1 407             | 0,12%             | 1 149 476  | 55,73%     |
| małopolskie         | 527 089              | 35,35%               | 682 548            | 45,78%             | 156 454              | 10,49%               | 44 523              | 2,99%               | 22 000          | 1,48%           | 21 517             | 1,44%              | 12 821         | 0,86%          | 20 419      | 1,37%       | 2 057           | 0,14%           | 1 589             | 0,11%             | 1 500 679  | 57,46%     |
| mazowieckie         | 1 049 997            | 39,73%               | 1 071 040          | 40,52%             | 302 257              | 11,44%               | 68 450              | 2,59%               | 49 864          | 1,89%           | 41 836             | 1,58%              | 23 117         | 0,87%          | 29 637      | 1,12%       | 3 774           | 0,14%           | 3 039             | 0,11%             | 2 661 996  | 61,24%     |
| opolskie            | 197 935              | 51,62%               | 102 261            | 26,67%             | 49 276               | 12,85%               | 9 798               | 2,56%               | 5 302           | 1,38%           | 5 719              | 1,49%              | 6 255          | 1,63%          | 5 728       | 1,49%       | 644             | 0,18%           | 538               | 0,14%             | 386 536    | 46,59%     |
| podkarpackie        | 240 441              | 26,69%               | 487 206            | 54,09%             | 95 223               | 10,57%               | 21 273              | 2,36%               | 19 438          | 2,16%           | 9 627              | 1,07%              | 10 958         | 1,22%          | 14 147      | 1,57%       | 1 380           | 0,15%           | 1 016             | 0,12%             | 906 382    | 53,80%     |
| podlaskie           | 178 775              | 36,32%               | 214 338            | 43,54%             | 57 233               | 11,63%               | 10 908              | 2,22%               | 11 079          | 2,25%           | 5 351              | 1,09%              | 8 242          | 1,67%          | 5 349       | 1,09%       | 606             | 0,12%           | 404               | 0,08%             | 495 712    | 51,66%     |
| pomorskie           | 534 622              | 52,66%               | 288 374            | 28,41%             | 115 198              | 11,35%               | 24 731              | 2,44%               | 10 385          | 1,02%           | 17 333             | 1,71%              | 12 123         | 1,19%          | 9 867       | 0,97%       | 1 317           | 0,13%           | 1 234             | 0,12%             | 1 022 598  | 57,85%     |
| śląskie             | 917 326              | 45,14%               | 660 888            | 32,52%             | 299 217              | 14,72%               | 53 380              | 2,63%               | 17 126          | 0,84%           | 31 406             | 1,55%              | 16 047         | 0,79%          | 28 408      | 1,40%       | 5 956           | 0,29%           | 2 525             | 0,12%             | 2 045 464  | 54,92%     |
| świętokrzyskie      | 151 945              | 29,54%               | 228 884            | 44,49%             | 85 907               | 16,70%               | 11 188              | 2,17%               | 17 308          | 3,36%           | 5 900              | 1,15%              | 7 941          | 1,54%          | 3 743       | 0,73%       | 990             | 0,19%           | 607               | 0,12%             | 518 072    | 49,50%     |
| warmińsko-mazurskie | 267 183              | 47,89%               | 157 892            | 28,30%             | 86 082               | 15,43%               | 12 843              | 2,30%               | 9 994           | 1,79%           | 7 603              | 1,36%              | 10 237         | 1,83%          | 4 462       | 0,80%       | 968             | 0,17%           | 684               | 0,12%             | 562 714    | 48,97%     |
| wielkopolskie       | 703 756              | 47,00%               | 424 999            | 28,38%             | 241 656              | 16,14%               | 32 548              | 2,17%               | 32 615          | 2,18%           | 21 945             | 1,47%              | 23 506         | 1,57%          | 11 705      | 0,78%       | 2 651           | 0,18%           | 1 937             | 0,13%             | 1 507 908  | 55,95%     |
| zachodniopomorskie  | 358 745              | 49,99%               | 179 232            | 24,97%             | 126 381              | 17,61%               | 17 265              | 2,41%               | 7 877           | 1,10%           | 10 391             | 1,45%              | 11 215         | 1,56%          | 4 691       | 0,65%       | 1 006           | 0,14%           | 891               | 0,12%             | 722 709    | 52,53%     |
| Polska              | 6 981 319            | 41,54%               | 6 128 255          | 36,46%             | 2 299 870            | 13,68%               | 416 898             | 2,48%               | 294 273         | 1,75%           | 242 439            | 1,44%              | 214 657        | 1,28%          | 177 315     | 1,06%       | 29 548          | 0,18%           | 21 596            | 0,13%             | 16 923 832 | 54,94%     |

Bronisław Komorowski wygrał głosowanie w dziewięciu województwach, natomiast Jarosław Kaczyński w siedmiu. W powiatach zwyciężali także jedynie ci kandydaci – kandydat PO uzyskał najwięcej głosów w 215 z nich, natomiast kandydat PiS w 160.

## Druga tura
Druga tura wyborów prezydenckich odbyła się 4 lipca 2010. Wystartowało w niej dwóch kandydatów, którzy w pierwszej turze zdobyli najwięcej głosów. Wyborcy mogli głosować w niej na Bronisława Komorowskiego albo Jarosława Kaczyńskiego.
Uchwałę stwierdzającą wyniki II tury wyborów Państwowa Komisja Wyborcza podjęła 5 lipca 2010. 7 lipca została ona opublikowana w formie obwieszczenia w Dzienniku Ustaw.

### Kandydaci
| Kandydaci: |                               |                                                 | |                                                         |
| Zdjęcie    | Imię i nazwisko               | Przynależność partyjna                          | Partie udzielające poparcia | Kandydaci z pierwszej tury deklarujący poparcie         |
|            | Jarosław Aleksander Kaczyński | Prawo i Sprawiedliwość                          | - Europa Wolnych Ojczyzn – Partia Polska - Ruch Odbudowy Polski - Polska Plus - Stronnictwo „Piast” - Ruch Ludowo-Narodowy - Partia Zielonych RP - Prawica Rzeczypospolitej - Przymierze Narodu Polskiego | - Marek Jurek - Kornel Morawiecki - Janusz Korwin-Mikke |
|            | Bronisław Maria Komorowski    | Platforma Obywatelska Rzeczypospolitej Polskiej | - Partia Demokratyczna – demokraci.pl - Stronnictwo Konserwatywno-Ludowe - Demokratyczna Partia Lewicy - Stronnictwo Demokratyczne - Unia Pracy - Unia Lewicy III RP                                      | - Andrzej Olechowski                                    |

### Debaty telewizyjne
- 27 czerwca 2010 – pierwsza debata telewizyjna przed drugą turą głosowania (TVP1, TVP Info, TVP Polonia, Polsat News, TVN24); prowadzący: Joanna Lichocka – TVP, Magda Sakowska – Polsat, Monika Olejnik – TVN)
- 30 czerwca 2010 – druga debata telewizyjna przed drugą turą głosowania (TVP1, TVP Info, TVP Polonia, Polsat News, TVN24); prowadzący: Joanna Lichocka – TVP, Jarosław Gugała – Polsat, Katarzyna Kolenda-Zaleska – TVN)

### Oficjalne wyniki
- Liczba uprawnionych do głosowania wyniosła: 30 833 924 osoby.
- Liczba pobranych kart do głosowania: 17 054 690 karty.
- Liczba oddanych głosów (ogółem): 17 050 417 głosy.
- Liczba kart niewrzuconych do urny: 4273 karty.

| Kandydat                      | Głosy      | Procent | Procent z wliczeniem głosów nieważnych |
| ----------------------------- | ---------- | ------- | -------------------------------------- |
| Bronisław Maria Komorowski    | 8 933 887  | 53,01%  | 52,397%                                |
| Jarosław Aleksander Kaczyński | 7 919 134  | 46,99%  | 46,445%                                |
| Głosy nieważne                | 197 396    | –       | 1,158%                                 |
| Razem                         | 17 050 417 | 100,00% | 100,00%                                |
| Frekwencja                    | Frekwencja | 55,31%  | –                                      |

| Województwo         | Bronisław Komorowski | Bronisław Komorowski | Jarosław Kaczyński | Jarosław Kaczyński | Frekwencja | Frekwencja |        |   |
| Województwo         | #                    | %                    | #                  | %                  | Frekwencja | Frekwencja | #      | % |
| ------------------- | -------------------- | -------------------- | ------------------ | ------------------ | ---------- | ---------- | ------ | - |
| Województwo         | dolnośląskie         | 728 760              | 60,08%             | 484 254            | 39,92%     | 1 227 115  | 52,82% |   |
| kujawsko-pomorskie  | 504 798              | 60,60%               | 328 186            | 39,40%             | 843 263    | 51,33%     |        |   |
| lubelskie           | 351 782              | 37,15%               | 595 231            | 62,85%             | 957 411    | 54,70%     |        |   |
| lubuskie            | 262 403              | 66,70%               | 130 982            | 33,30%             | 397 926    | 49,45%     |        |   |
| łódzkie             | 535 195              | 47,33%               | 595 470            | 52,67%             | 1 145 137  | 56,00%     |        |   |
| małopolskie         | 671 446              | 43,88%               | 858 839            | 56,12%             | 1 545 756  | 59,02%     |        |   |
| mazowieckie         | 1 311 786            | 49,42%               | 1 342 415          | 50,58%             | 2 686 568  | 61,55%     |        |   |
| opolskie            | 246 526              | 64,62%               | 135 004            | 35,38%             | 386 131    | 46,67%     |        |   |
| podkarpackie        | 324 716              | 34,81%               | 608 121            | 65,19%             | 942 192    | 55,91%     |        |   |
| podlaskie           | 248 843              | 47,79%               | 271 867            | 52,21%             | 526 345    | 54,82%     |        |   |
| pomorskie           | 683 601              | 64,72%               | 372 701            | 35,28%             | 1 068 501  | 58,67%     |        |   |
| śląskie             | 1 136 925            | 57,40%               | 843 875            | 42,60%             | 2 004 200  | 54,29%     |        |   |
| świętokrzyskie      | 220 921              | 40,44%               | 325 343            | 59,56%             | 552 676    | 52,83%     |        |   |
| warmińsko-mazurskie | 355 339              | 62,30%               | 215 064            | 37,70%             | 577 676    | 49,74%     |        |   |
| wielkopolskie       | 870 489              | 60,55%               | 567 137            | 39,45%             | 1 455 974  | 54,33%     |        |   |
| zachodniopomorskie  | 480 357              | 66,28%               | 244 645            | 33,74%             | 733 546    | 52,28%     |        |   |
| Polska              | 8 933 887            | 53,01%               | 7 919 134          | 46,99%             | 17 050 417 | 55,31%     |        |   |

Podobnie jak w pierwszym głosowaniu, tak i w drugim stosunek liczby zwycięskich województw obydwu kandydatów wynosi 9:7. W przypadku liczby powiatów sytuacja ta wygląda następująco: 213 do 165. W trzech gminach wystąpił remis.

## Ważność wyborów i zaprzysiężenie prezydenta elekta
3 sierpnia 2010 Sąd Najwyższy w składzie Izby Pracy, Ubezpieczeń Społecznych i Spraw Publicznych na podstawie sprawozdania z wyborów przedstawionego przez Państwową Komisję Wyborczą oraz po rozpoznaniu protestów rozstrzygnął o ważności wyborów z 20 czerwca i 4 lipca 2010.
Zaprzysiężenie Bronisława Komorowskiego na Prezydenta odbyło się przed Zgromadzeniem Narodowym 6 sierpnia 2010.
Ostatnim etapem proceduralnym wyborów prezydenckich było podjęcie 6 sierpnia 2010 przez Państwową Komisję Wyborczą uchwały o rozwiązaniu okręgowych i obwodowych komisji wyborczych.